# Bernadette Heerwagen
Bernadette Heerwagen (n. 22 iunie 1977, Bonn) este o actriță germană. Ea a absolvit studiul la "Film Breakthrough" a luat lecții de canto la Elaine Baker și Vicky Breskott în München. Bernadette primește primul ei rol principal în anul 1995 în filmul Nana, regizat de Miguel Alexandre. Bernadette Heerwagen este sora mai mică a portarului de fotbal Philipp Heerwagen, care a jucat la echipa VfL Bochum.

## Filmografie (selectată)
- 1995: Nana (regie: Miguel Alexandre; Distribuție:  Ulrich Pleitgen, Anne von Linstow, Florian Heiden, Dietrich Hollinderbäumer u. a.)
- 1996: Zwei Brüder: In eigener Sache (regie: Walter Weber; Distribuție: Fritz Wepper, Elmar Wepper, Nina Petri, u. a.)
- 1996: Sexy Lissy (regie: Peter Ily Huemer)
- 1997: Die heilige Hure (regie: Dominique Othenin-Girard)
- 1997: Das ewige Lied (regie: Franz Xaver Bogner)
- 1997: Lichterkettenspot (regie: Emil Hye-Kundsen)
- 1997: Pechvogel und Glückskind (regie: Katinka Minthe)
- 1997/98: Liebe und weitere Katastrophen (regie: Bernd Fischerauer; Distribuție: Senta Berger, Friedrich von Thun, Suzanne von Borsody, u. a.)
- 1998: Der Schandfleck (regie: Julian Roman Pölsler; Distribuție: Hans-Michael Rehberg u. a.)
- 1999: Die Nacht der Engel (regie: Michael Rowitz, Distribuție: Sebastian Ströbel u. a.)
- 1999: Zärtliche Sterne (regie: Julian Roman Pölsler; Distribuție: Tim Bergmann, Erwin Steinhauer u. a.)
- 1999: DoppelPack (regie: Matthias Lehmann; Distribuție: Eckhard Preuß, Markus Knüfken, Jochen Nickel, Margret Völker, Edgar Selge u. a.)
- 2000: Eine öffentliche Affäre (regie: Rolf Schübel)
- 2000: Wir bleiben zusammen (regie: Wolfgang Murnberger; Distribuție: Bernhard Schir, Alexander Lutz, Sylvia Haider u. a.)
- 2000: Schutzengel gesucht (regie: Miguel Alexandre)
- 2001: Tatort: Gute Freunde (regie: Martin Gies; Distribuție: Ulrike Folkerts, Andreas Hoppe u. a.)
- 2001: Hanna: wo bist Du? (regie: Ben Verbong; Distribuție: Hannes Jaenicke, Renée Soutendijk, August Zirner u. a.)
- 2001: Davon stirbt man nicht (regie: Christine Hartmann; Distribuție: Suzanne von Borsody, Jürgen Prochnow, Mathieu Carrière u. a.)
- 2002: Geht nicht gibt's nicht (regie: René Heisig; Distribuție: Sebastian Ströbel u. a.)
- 2003: Das schönste Geschenk meines Lebens (regie: Olaf Kreinsen; Distribuție: Peter Sattmann u. a.)
- 2003: Tatort: Sonne und Sturm (regie: Thomas Jauch; Distribuție: Maria Furtwängler, Ingo Naujoks, Jochen Nickel u. a.)
- 2003: Der Typ (Kurzfilm; (regie: Patrick Tauss;Distribuție:Stipe Erceg, Wolfgang Packhäuser, Karen Böhne ș.a.m.d.)
- 2003: Danach (Kurzfilm; regie: Wolfram Emter)
- 2004: Grüße aus Kaschmir (regie: Miguel Alexandre; Distribuție: René Ifrah, Elena Uhlig, Wolfram Berger u. a.)
- 2005: Ein starkes Team: Ihr letzter Kunde (regie: René Heisig; Distribuție: Maja Maranow, Florian Martens u .a.)
- 2005: Tatort: Wo ist Max Grawert? (regie: Lars Kraume; Distribuție: Andrea Sawatzki, Jörg Schüttauf, Jürgen Vogel u. a.)
- 2005: Daniel Käfer und die Villen der Frau Hürsch (regie: Julian Roman Pölsler; Distribuție: Peter Simonischek, Udo Samel, Suzanne von Borsody, Karl Markovics u. a.)
- 2005: Margarete Steiff (regie: Xaver Schwarzenberger; Distribuție: Heike Makatsch, Felix Eitner, Hary Prinz, Suzanne von Borsody, Herbert Knaup, Harald Krassnitzer u. a.)
- 2006: Die Hochzeit meines Vaters (regie: Jobst Oetzmann; Distribuție: Michael Mendl, Anna Loos, Barnaby Metschurat u. a.)
- 2006: Joy Division (regie: Reg Travis)
- 2005: Traumschatten (regie: Steffen Groth; Distribuție: David Bennent, Svenja Benecke, Marco Girnth, Markus Knüfken, Frank Betzelt)
- 2006: Ich bin die Andere (regie: Margarethe von Trotta; Distribuție: Katja Riemann, August Diehl, Armin Mueller-Stahl, Karin Dor, Barbara Auer u. a.)
- 2006: Tatort: Blutschrift (regie: Hajo Gies; Distribuție: Peter Sodann, Bernd Michael Lade u. a.)
- 2007: An die Grenze (regie: Urs Egger; Distribuție: Jakob Matschenz, Corinna Harfouch, Jürgen Heinrich u. a.)
- 2006: Mit Herz und Handschellen: Todfeinde (regie: Thomas Nennstiel; Distribuție: Elena Uhlig, Henning Baum u. a.)
- 2007: Der Novembermann (regie: Jobst Oetzmann; Distribuție: Burghart Klaussner, Götz George, Barbara Auer u. a.)
- 2008: Daniel Käfer und die Schattenuhr (regie: Julian Roman Pölsler; Distribuție: Peter Simonischek, Udo Samel, Suzanne von Borsody u. a.)
- 2008: Baching (regie: Matthias Kiefersauer; Distribuție: Thomas Unger, Stefan Murr, Marisa Burger, Michael Fitz ș.a.m.d.)
- 2008: Leo und Marie: Eine Weihnachtsliebe (regie: Rolf Schübel; Distribuție: Wotan Wilke Möhring, Uwe Bohm u. a.)
- 2008: Der Tod meiner Schwester (regie: Miguel Alexandre; Distribuție: Désirée Nosbusch, Jan-Gregor Kremp u. a.)
- 2009: Durch diese Nacht (regie: Rolf Silber; Distribuție: Katharina Böhm, Oliver Stokowski u. a.)
- 2009: Crashpoint: 90 Minuten bis zum Absturz (regie:Thomas Jauch; Distribuție: Hannes Jaenicke, Max von Pufendorf u. a.

Sau în serialele TV  SOKO 5113 und Aus heiterem Himmel.